# Yannis Mendy
Yannis Mendy (Metting, Lorena (Francia), 4 de abril de 1996) es un jugador de baloncesto profesional francés que mide 2,03 metros y actualmente juega de ala-pívot en las filas del Aurore de Vitré de la NM1, la tercera competición francesa.

## Trayectoria
El jugador nacido en Metting, Lorena (Francia), es un ala-pívot con formación estadounidense, ya que desde 2016 a 2018 formó parte de la Missouri State-West Plains. En 2018, ingresó en la Universidad Robert Morris situada en Moon, Pensilvania, con la que disputó durante 2 temporadas la NCAA con los Robert Morris Colonials, desde 2018 a 2020. 
En la temporada 2018-19, jugó un total de 35 partidos, 33 de ellos como titular, promediando una media de 5,7 puntos con 3,9 rebotes y 0,6 asistencias de media en los 17,1 minutos que disputó por encuentro.
En la temporada 2019-20, jugó 34 encuentros, disputando 23,2 minutos de media por encuentro en los que anotó 8,6 puntos, capturó 4,7 rebotes y repartió 0,7 asistencias por encuentro. 
Tras no ser drafteado en 2020, en la temporada 2020-21, debutaría como profesional en el Union Sportive Avignon-Le Pontet de la NM1, la tercera división de Francia, con el que disputó 25 partidos anotando 6,5 puntos de media, capturando 4,6 rebotes y repartiendo 1,9 asistencias en los 21,8 minutos disputados de media por encuentro.
El 29 de septiembre de 2021, se hace oficial su fichaje por el Palmer Alma Mediterránea Palma de la Liga LEB Oro, para cubrir la baja por lesión de Milan Suskavcevic.
El 19 de diciembre de 2021, finaliza su contrato con el club balear.
En febrero de 2022, firma por el Aurore de Vitré de la NM1, la tercera competición francesa.